# Larry Flynt
 Der er for få eller ingen kildehenvisninger i denne artikel, hvilket er et problem. Du kan hjælpe ved at angive troværdige kilder til de påstande, som fremføres i artiklen.

Larry Claxton Flynt, Jr. (født 1. november 1942, død 10. februar 2021) var en amerikansk forlægger og leder af Larry Flynt Publications (LFP). 
LFP producerer hovedsageligt pornografiske videoer og magasiner, mest kendt er Hustler. Firmaet har en årlig omsætning på ca. 300 millioner amerikanske dollars. Flynt har været involveret i flere retssager, anklaget for overtrædelse af USA's forfatnings regler om trykkefrihed. Han var maniodepressiv og lam fra hoften og ned som følger af et attentat på ham, hvor han blev ramt af skud fra et gevær på vej væk fra en retssag.

## Karriere

### Første virksomhed
I starten af 1965 lånte han 1.800 US dollars og købte sin mors bar i Dayton, Ohio. Han forbedrede baren, og snart tjente han 1.000 US dollars om ugen, hvilket gav ham mulighed for at købe yderligere to barer.

### Hustler Magazine
I marts 1972 begyndte han at udgive "Hustler Newsletter", der var et nyhedsbrev om hans barer. Det begyndte som en fire siders publikation i sort-hvid, men blev støt større og i august 1973 var det 32 sider i farver. I juli begyndte han at udgive bladet Hustler 1974, hvilket han tjente mange penge på.

## Attentat
I forbindelse med en retssag om udgivelse af anstødeligt materiale i Georgia den 6. marts 1978 blev Flynt og hans advokat Gene Reeves Jr skudt i et bagholdsangreb. En racistisk morder Joseph Paul Franklin tilstod senere, at han gjorde det, fordi Flynt havde udgivet fotografier af sex mellem personer af forskellige racer. Sagen er aldrig blevet rejst i en retssag. Franklin blev d. 20. november 2013 henrettet i staten Missouri for en række racistiske mord, der ikke var relateret til attentatet mod Flynt. 

## Andet
I 1996 instruerede den Oscarvindende instruktør Miloš Forman filmen Folket mod Larry Flynt om Flynts liv, hvor han bliver spillet af Woody Harrelson.